# Wandebourcy
Wandebourcy est un hameau de la ville belge d'Houffalize situé en Région wallonne dans la province de Luxembourg.
Avant la fusion des communes de 1977, Wandebourcy faisait partie de la commune de Tavigny.

## Étymologie
En 1501, Wanbourcy.
Wandebourcy viendrait du germanique wanda : frontière et de Bourcy qui faisait partie de la même paroisse.

## Situation et description
Dans un environnement de grandes prairies consacrées à l'élevage, Wandebourcy est un hameau rural situé sur le plateau ardennais (altitude jusqu'à 460 m) entre les villages de Tavigny et Boeur. Houffalize est situé à 7,5 km au nord-ouest du hameau.